# Asymptote (logiciel)
Pour les articles homonymes, voir Asymptote (homonymie).
Asymptote est un langage de description de graphismes vectoriels, particulièrement adapté pour le dessin technique.
Par opposition à un logiciel classique de dessin vectoriel, il s'agit d'un langage de programmation, comme MetaPost.
Asympote possède une syntaxe proche de celle de C++, interagit naturellement avec LaTeX, étend les chemins de Metapost à la troisième dimension et gère les nombres flottants.
On peut donc le considérer comme un successeur de MetaPost, mais avec une syntaxe beaucoup plus propre[non neutre].
Le compilateur est un logiciel libre sous licence publique générale limitée GNU.